# Scottish FA Cup 1951/52
Der Scottish FA Cup wurde 1951/52 zum 67. Mal ausgespielt. Der wichtigste Fußball-Pokalwettbewerb im schottischen Vereinsfußball wurde vom Schottischen Fußballverband geleitet und ausgetragen. Er begann am 26. Januar 1952 und endete mit dem Finale am 19. April 1952 im Hampden Park von Glasgow. Als Titelverteidiger startete Celtic Glasgow in den Wettbewerb, das im Finale des Vorjahres gegen den FC Motherwell gewonnen hatten. Im diesjährigen Endspiel um den Schottischen Pokal standen sich der FC Motherwell und der FC Dundee gegenüber. Für Well war es das insgesamt 5. Endspiel im schottischen Pokal nach 1931, 1933, 1939 und 1951. Die Dees erreichten das Finale zum dritten Mal in der Vereinsgeschichte nach 1910 und 1925. Motherwell gewann das Finale mit 4:0, und damit erstmals den schottischen Pokal nach zuvor vier Niederlagen in den Endspielen. In der Saison 1951/52 gewann Hibernian Edinburgh zum 4. Mal die Schottische Meisterschaft. Die beiden Finalisten belegten den siebten und achten Tabellenplatz. Den Ligapokal gewann der FC Dundee im Finale gegen die Glasgow Rangers.

## 1. Runde
Ausgetragen wurden die Begegnungen am 26. und 30. Januar 1952. Die Wiederholungsspiele fanden am 30. Januar und 4. Februar 1952 statt.
|                 | Ergebnis |                       |
| --------------- | -------- | --------------------- |
| Berwick Rangers | 7:0      | Peebles Rovers        |
| Brechin City    | 0:6      | Queen of the South    |
| Celtic Glasgow  | 0:0      | Third Lanark          |
| FC Deveronvale  | 1:3      | FC Clyde              |
| FC Dundee       | 4:0      | Ayr United            |
| FC Duns         | 1:2      | Alloa Athletic        |
| Eyemouth United | 0:4      | FC East Fife          |
| Forfar Athletic | 2:4      | FC Motherwell         |
| FC Caledonian   | 3:3      | Dundee United         |
| FC Kilmarnock   | 2:0      | FC Stenhousemuir      |
| FC Montrose     | 1:2      | FC Wigtown            |
| Greenock Morton | 2:0      | FC East Stirlingshire |
| Partick Thistle | 0:1      | Hamilton Academical   |
| Raith Rovers    | 0:0      | Hibernian Edinburgh   |

### Wiederholungsspiele
|                     | Ergebnis  |                |
| ------------------- | --------- | -------------- |
| Dundee United       | 4:0       | FC Caledonian  |
| Hibernian Edinburgh | 0:0 n. V. | Raith Rovers   |
| Third Lanark        | 2:1 n. V. | Celtic Glasgow |

### 2. Wiederholungsspiel
|              | Ergebnis |                     |
| ------------ | -------- | ------------------- |
| Raith Rovers | 4:1      | Hibernian Edinburgh |

## 2. Runde
Ausgetragen wurden die Begegnungen am 9. Februar 1952. Die Wiederholungsspiele fanden am 13. und 14. Februar 1952 statt.
|                     | Ergebnis |                      |
| ------------------- | -------- | -------------------- |
| FC Aberdeen         | 2:1      | FC Kilmarnock        |
| Airdrieonians FC    | 2:1      | FC East Fife         |
| Albion Rovers       | 1:1      | FC Stranraer         |
| Alloa Athletic      | 0:0      | Berwick Rangers      |
| FC Clyde            | 3:4      | Dunfermline Athletic |
| FC Cowdenbeath      | 1:4      | FC Arbroath          |
| FC Dumbarton        | 1:0      | FC Queen’s Park      |
| FC Falkirk          | 3:3      | Stirling Albion      |
| Hamilton Academical | 1:1      | Third Lanark         |
| Heart of Midlothian | 1:0      | Raith Rovers         |
| Clachnacuddin F.C.  | 1:2      | Greenock Morton      |
| Leith Athletic      | 1:4      | Dundee United        |
| Glasgow Rangers     | 6:1      | Elgin City           |
| FC St. Johnstone    | 2:2      | Queen of the South   |
| FC St. Mirren       | 2:3      | FC Motherwell        |
| FC Wigtown          | 1:7      | FC Dundee            |

### Wiederholungsspiele
|                    | Ergebnis  |                     |
| ------------------ | --------- | ------------------- |
| Berwick Rangers    | 4:1       | Alloa Athletic      |
| Queen of the South | 3:1       | FC St. Johnstone    |
| Stirling Albion    | 1:2 n. V. | FC Falkirk          |
| FC Stranraer       | 3:4 n. V. | Albion Rovers       |
| Third Lanark       | 4:0       | Hamilton Academical |

## Achtelfinale
Ausgetragen wurden die Begegnungen am 23. Februar 1952. Die Wiederholungsspiele fanden am 27. Februar 1952 statt.
|                      | Ergebnis |                     |
| -------------------- | -------- | ------------------- |
| Airdrieonians FC     | 4:0      | Greenock Morton     |
| Albion Rovers        | 1:3      | Third Lanark        |
| FC Arbroath          | 0:2      | Glasgow Rangers     |
| FC Dumbarton         | 1:3      | FC Falkirk          |
| FC Dundee            | 1:0      | Berwick Rangers     |
| Dundee United        | 2:2      | FC Aberdeen         |
| Dunfermline Athletic | 1:1      | FC Motherwell       |
| Queen of the South   | 1:3      | Heart of Midlothian |

### Wiederholungsspiele
|               | Ergebnis |                      |
| ------------- | -------- | -------------------- |
| FC Aberdeen   | 3:2      | Dundee United        |
| FC Motherwell | 4:0      | Dunfermline Athletic |

## Viertelfinale
Ausgetragen wurden die Begegnungen am 8. März 1952. Die Wiederholungsspiele fanden am 12. März 1952 statt.
|                  | Ergebnis |                     |
| ---------------- | -------- | ------------------- |
| Airdrieonians FC | 2:2      | Heart of Midlothian |
| FC Dundee        | 4:0      | FC Aberdeen         |
| Glasgow Rangers  | 1:1      | FC Motherwell       |
| Third Lanark     | 1:0      | FC Falkirk          |

### Wiederholungsspiele
|                     | Ergebnis |                  |
| ------------------- | -------- | ---------------- |
| Heart of Midlothian | 6:4      | Airdrieonians FC |
| FC Motherwell       | 2:1      | Glasgow Rangers  |

## Halbfinale
Ausgetragen wurden die Begegnungen am 29. März 1952. Die Wiederholungsspiele fanden am 7. und 9. April 1952 statt.
|               | Ergebnis |                     |
| ------------- | -------- | ------------------- |
| FC Dundee     | *2:0 *   | Third Lanark        |
| FC Motherwell | **1:1 ** | Heart of Midlothian |

### Wiederholungsspiel
|               | Ergebnis       |                     |
| ------------- | -------------- | ------------------- |
| FC Motherwell | **1:1 n. V. ** | Heart of Midlothian |

### 2. Wiederholungsspiel
|               | Ergebnis |                     |
| ------------- | -------- | ------------------- |
| FC Motherwell | **3:1 ** | Heart of Midlothian |

## Finale
| FC Motherwell                            | FC Motherwell | FC Dundee | FC Dundee |
| ---------------------------------------- | --- | --- | --------- |
| FC Motherwell                            | \| Finale \| \| 19. April 1952 in Glasgow (Hampden Park) \| \| Ergebnis: 4:0 (0:0)[1] \| \| Zuschauer: 136.304 \| \| Spielbericht \|                                                                | \| Finale \| \| 19. April 1952 in Glasgow (Hampden Park) \| \| Ergebnis: 4:0 (0:0)[1] \| \| Zuschauer: 136.304 \| \| Spielbericht \|                                                      | FC Dundee |
| FC Motherwell                            | John Johnston – Willie Kilmarnock, Archie Shaw, Charlie Cox, Andy Paton, Willie Redpath, Tommy Sloan, Wilson Humphries, Archie Kelly, Jimmy Watson, Johnny Aitkenhead Cheftrainer: George Stevenson | Bobby Henderson – Gerry Follon, Jack Cowan, Doug Cowie, Tommy Gallacher, Alf Boyd, George Hill, Johnny Pattillo, Bobby Flavell, Billy Steel, George Christie Cheftrainer: George Anderson | FC Dundee |
| FC Motherwell                            | Wilson Humphries Archie Kelly Willie Redpath Jimmy Watson | | FC Dundee |
| Finale                                   | | |           |
| 19. April 1952 in Glasgow (Hampden Park) | | |           |
| Ergebnis: 4:0 (0:0)                      | | |           |
| Zuschauer: 136.304                       | | |           |
| Spielbericht                             | | |           |